# 帕特丽夏·克拉克
帕特丽夏·汉娜·克拉克（英語：Patricia Hannah Clarke）FRS（1919年7月29日—2010年1月28日）是一位英国生物化学家。

## 生平
克拉克出生于南威尔士的庞特普里斯，于1930到1937年间就读于蘭達夫的中学，1937到1940年间就读于剑桥大学格顿学院。她在1976年当选为皇家学会会士，并在1979年做了列文虎克演讲。

## 个人生活
1940年，她与米歇尔·克拉克（Michael Clarke）结婚，两人育有两个子女，分别出生于1947年和1949年。